# Яманташ

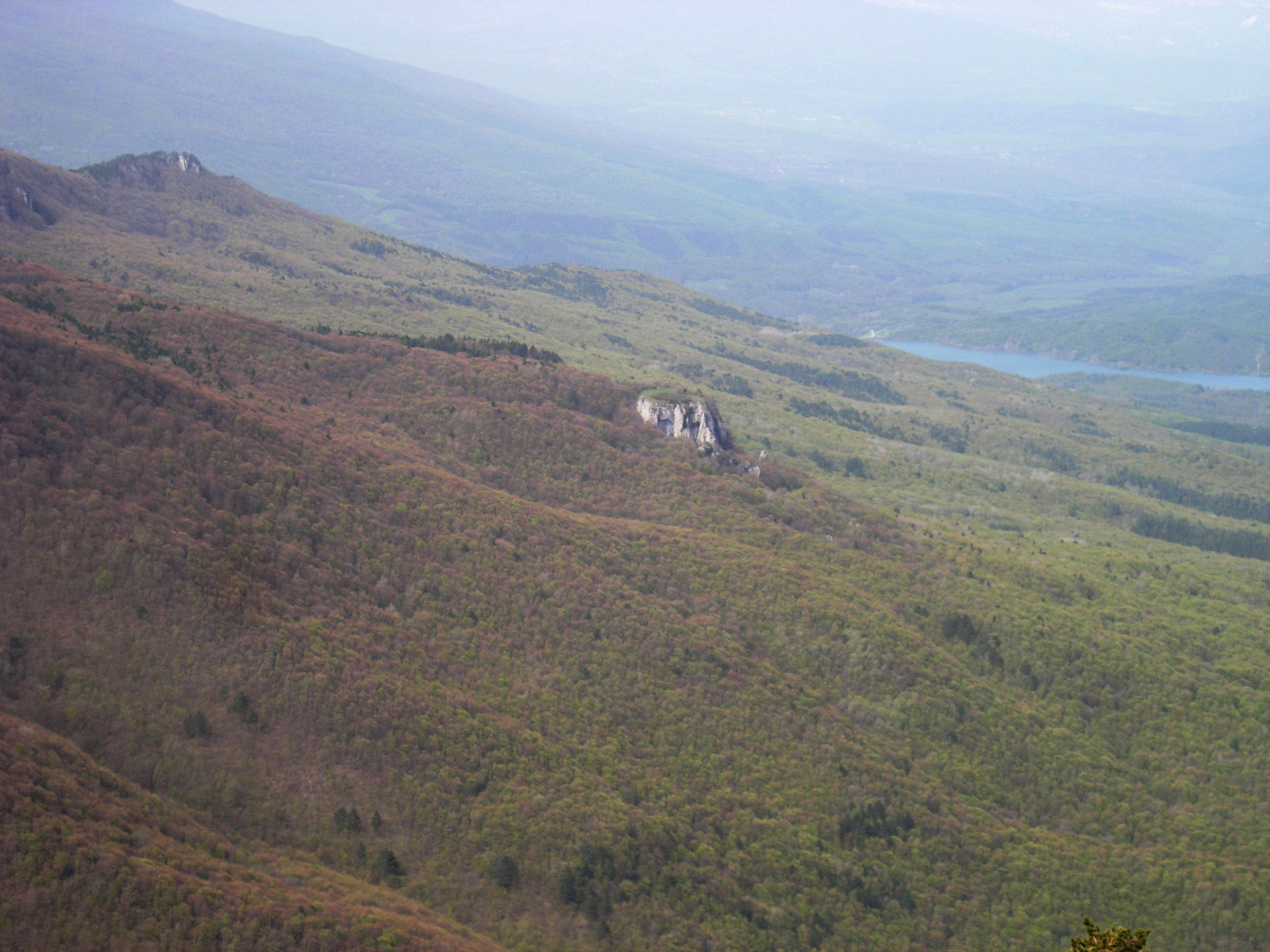
Яманташ — фортеця і однойменна гора.

Яман-Таш (крим. Yaman Taş) — руїни замку, імовірно X—XIII століття, розташовані в Бахчисарайському районі Криму на однойменній поодинокій скелі.

## Опис
Розташована у верхів'ях річки Стиля, на скелі однойменної гори (висота 1054 м), що окремо стоїть, практично з усіх боків оточеної вертикальними обривами висотою 30—40 м. Вхід у фортецю з південної сторони, де були два невеликі проходи, перекриті оборонними стінами, складеними з буту на вапняному розчині, товщиною 1,2—1,4 м. Площа всієї пам'ятки 0,15 гектара, при цьому розмір укріпленої території 50 на 27 м. Біля східного урвища скелі — руїни церкви розмірами 4,5 на 7 м. Рішенням Кримського облвиконкому № 164 від 15 квітня 1980 (охоронний № 3140) зміцнення на горі Яманташ X—XV століття оголошено історичною пам'яткою регіонального значення.